# Leon Kozłowski
Leon Tadeusz Kozłowski (ur. 6 czerwca 1892 w Rembieszycach, zm. 11 maja 1944 w Berlinie) – polski archeolog i polityk, premier rządu II Rzeczypospolitej w latach 1934–1935.

## Życiorys
Przed 1914 należał m.in. do Związku Młodzieży Postępowej i Związku Strzeleckiego. W czasie I wojny światowej służył w 1 pułku ułanów Legionów Polskich, a od 1917 należał do Polskiej Organizacji Wojskowej. Walczył jako ochotnik w wojnie polsko-bolszewickiej. W latach 1921–1931 i 1935–1939 był profesorem archeologii Uniwersytetu im. Jana Kazimierza we Lwowie.
Od 1926 po przewrocie majowym organizował Związek Naprawy Rzeczypospolitej we Lwowie. Od 1928 był działaczem BBWR. W latach 1928–1935 posłem na Sejm RP, a następnie w latach 1935–1939 – senatorem. W rządzie pełnił funkcje: ministra reform rolnych (1930–1932) oraz podsekretarza stanu w Ministerstwie Skarbu (1932–1933). W okresie od 15 maja 1934 do 28 marca 1935 pełnił urząd premiera. Był pomysłodawcą utworzenia Miejsca Odosobnienia w Berezie Kartuskiej. Po śmierci marszałka Piłsudskiego był uważany za zwolennika Walerego Sławka i przedstawiciela „lewicowego” skrzydła „grupy pułkowników”. W okresie 1937–1938 należał do Obozu Zjednoczenia Narodowego. W młodości wolnomularz związany z Wielką Lożą Narodową Polski, później latem 1938 był autorem jednej z głośniejszych w historii II Rzeczypospolitej kampanii antymasońskich.
Po wybuchu II wojny światowej 26 września 1939 został aresztowany przez Sowietów we Lwowie i osadzony w więzieniu, skąd przetransportowano go do Moskwy; gdzie skazano go na karę śmierci, wyroku jednak nie wykonano. Po uwolnieniu w wyniku układu Sikorski-Majski trafił do armii gen. Władysława Andersa; zajmował się w niej pracą biurową. W niejasnych okolicznościach opuścił polskie oddziały i jesienią 1941 w rejonie Tuły przedostał się na niemiecką stronę frontu.
Posądzany o to, że najpierw w Warszawie, a następnie w Berlinie usiłował prowadzić rokowania z Niemcami w sprawie sformowania kolaboracyjnego rządu polskiego oraz współdziałał z niemiecką propagandą odnośnie do sytuacji w ZSRR. Zaocznie skazany przez sąd polowy armii Andersa na karę śmierci za zdradę, choć istnieją poważne wątpliwości co do legalności tej decyzji.
Został internowany w Berlinie, w hotelu Alemannia. Za pracę w tamtejszym muzeum, gdzie mógł prowadzić pracę naukową, przyznano mu wysoką comiesięczną pensję. Zmarł na atak serca lub w wyniku odniesionych ran 11 maja 1944 po nalocie alianckim.
Jako archeolog był przedstawicielem tzw. szkoły neoautochtonicznej, mówiącej, że Słowianie na ziemiach między Odrą a Wisłą osiedlili się już w epoce brązu, a swe początki biorą od ludności kultury łużyckiej. Przed wojną publikował prace naukowe z pradziejów Polski. Napisał również wspomnienia z uwięzienia, pobytu w armii Andersa i ucieczki do Niemiec pt. Moje przeżycia. Był członkiem korespondentem Polskiej Akademii Umiejętności (od 1935).
Władał biegle językiem francuskim, niemieckim i rosyjskim.

### Młodość

Jastrzębiec – herb rodziny Kozłowskich

Urodził się w 1892 w Rembieszycach (ówczesna gubernia kielecka), w rodzinie Stefana i Marii ze Strasburgerów. Jego ojciec był drobnym właścicielem ziemskim, jak również działaczem ludowym. Matka pochodziła z rodziny ewangelickiej. Leon Kozłowski był jednym z sześciorga rodzeństwa. Jego braćmi byli: Jan i Tomasz (późniejszy działacz społeczny, prezes Kieleckiej Izby Rolniczej), a siostrami: Aniela (późniejsza profesor botaniki), Bronisława i Maria Salomea. Był także bratem stryjecznym Zofii Kozłowskiej-Budkowej (późniejszej profesor UJ), a przez matkę – ciotecznym wnukiem Edwarda Strasburgera (botanika), jak również kuzynem Edwarda Karola i Henryka Leona Strasburgerów (ekonomistów). Rodzina Kozłowskich miała bogate tradycje powstańcze: dziadek Leon Strasburger brał udział w powstaniu styczniowym, a pradziad – Teodor Radziejowski był żołnierzem Tadeusza Kościuszki.
W 1895 Kozłowscy przenieśli się z Rembieszyc do majątku Przybysławice. Tam ojciec Leona Kozłowskiego prowadził szeroką działalność społeczną – m.in. założył kółko rolnicze, dom ludowy i kasę pożyczkową. W 1902 miała miejsce kolejna przeprowadzka – tym razem do Kielc. Leon Kozłowski rozpoczął tam naukę w Miejskiej Szkole Handlowej, z którego został relegowany za udział w zorganizowanym w lutym 1905 roku strajku szkolnym. Działalność jego ojca zwróciła jednak uwagę władz rosyjskich, rodzina wyjechała więc do Lublina. W 1908 r. Stefan Kozłowski popełnił samobójstwo. Spowodowało to rozbicie rodziny – matka powróciła do Przybysławic, a Leon wraz z bratem Tomaszem trafił do Warszawy pod opiekę swojej ciotki, Ireny Kozłowskiej-Kosmowskiej. Tam poznał swą kuzynkę, starszą o 13 lat Irenę Kosmowską, z którą przyjaźnił się aż do śmierci. W Warszawie został zapisany do szkoły realnej Witolda Wróblewskiego (gdzie językiem wykładowym był polski). W tym okresie rozpoczął działalność polityczną, wstępując do Związku Młodzieży Postępowej, organizacji młodzieżowej, będącej silnie związaną z Polską Partią Socjalistyczną. Młody Kozłowski uważał się wówczas za socjalistę. W 1909, podczas zjazdu Związku w Warszawie, został aresztowany przez władze carskie i trafił do więzienia. Tam spotkał wielu wybitnych działaczy socjalistycznych, m.in. Władysława Bończę-Uzdowskiego, który wciągnął go w szeregi PPS – Frakcji Rewolucyjnej. W więzieniu spędził miesiąc. Po wyjściu z niego wziął udział w tworzeniu Związku Młodzieży Postępowo-Niepodległościowej, który zajął miejsce Związku Młodzieży Postępowej. Organizacja ta była zdominowana przez członków PPS .
Po śmierci ojca, Leonem Kozłowskim opiekował się profesor archeologii Erazm Majewski. Zainteresował on swojego podopiecznego prehistorią, swoją pierwszą pracę naukową na ten temat Kozłowski wydał w 1911, na łamach czasopisma Światowit. Po zdaniu eksternistycznej matury w Liceum im. Staszica w Lublinie, rozpoczął studia na Uniwersytecie Jagiellońskim w Krakowie, gdzie głównym jego autorytetem naukowym stał się prof. Włodzimierz Demetrykiewicz. Następnie studiował na uniwersytecie w Tybindze (1912-1913).
Na studiach kontynuował również działalność polityczną, wstępując do Związku Walki Czynnej, a następnie do Związku Strzeleckiego. W tym okresie miał spotkać i przez dłuższy czas utrzymywać bliskie kontakty z Józefem Piłsudskim. Ten ostatni zauważył, że Leon Kozłowski nie posiadał talentów wojskowych, powierzył mu więc prowadzenie działalności politycznej. W tym czasie jednak, z powodu groźby kary więzienia za uchylanie się od służby wojskowej w armii rosyjskiej (Kozłowski był oficjalnie poddanym cara), konieczna stała się emigracja. Kontynuował więc studia w niemieckiej Tybindze, u profesora R. R. Schmidta. W 1914 brał nawet udział w zorganizowanej przez niego wyprawie naukowej na Kaukaz i Krym. Powrócił z niej tuż przed wybuchem I wojny światowej .

### Wielka Wojna
Po zarządzeniu mobilizacji oddziałów Piłsudskiego do wojska trafił również Leon Kozłowski. 2 sierpnia 1914 wziął udział w przekroczeniu granicy austriacko-rosyjskiej przez siedmioosobowy patrol majora Władysława Beliny-Prażmowskiego. Sam Kozłowski miał przeprowadzić akcję agitacyjną na terenie powiatu miechowskiego, dzięki której planowano zachęcić młodych Polaków z Kongresówki do wstępowania do Legionów . Później przez krótki czas był naczelnikiem wojennym Włoszczowy, a następnie wstąpił do 1 pułku ułanów Legionów Polskich pod dowództwem Beliny-Prażmowskiego, gdzie początkowo służył jako zwykły szeregowiec. Tam doszedł do stopnia wachmistrza. Następnie służył w żandarmerii polowej. W tym czasie został odznaczony Krzyżem Walecznych. Pomimo tego, Kozłowski nie czuł się dobrze jako żołnierz i 15 lipca 1915 został przeniesiony do Komendy I Brygady, skąd wysłano go w okolice Lublina, aby tam prowadził werbunek. Austriacy aresztowali go w Zamościu; w zamknięciu spędził 7 miesięcy. Po wyjściu na wolność i kolejnym zaostrzeniu się stosunków pomiędzy Piłsudskim i władzami austriackimi, poświęcił się działalności w Polskiej Organizacji Wojskowej (POW). Został referentem politycznym POW w okręgu radomskim. Później, w obliczu zagrożenia aresztowaniem, pracował w warszawskim Muzeum Archeologicznym. Jednak wkrótce potem rozpoczął organizować struktury POW na Kielecczyźnie .
Po rozpoczęciu się tzw. kryzysu przysięgowego, Kozłowski, zagrożony aresztowaniem, ponownie wyjechał do Niemiec. W Tybindze przez pewien czas kontynuował pracę naukową, rozpoczynając tam przewód doktorski. Tematem jego dysertacji była Epoka kamienia na wydmach wschodniej części Wyżyny Małopolskiej (Die Steinzeit im Dünengebiet der kleinpolnischen Höhe, 1923). W sierpniu 1918 uzyskał w Tybindze stopień doktorski z geologii, jednak już jesienią tego roku powrócił do okręgu miechowskiego, gdzie kontynuował działalność w POW. Nadzorował tam zarządzoną przez Piłsudskiego mobilizację .

## II Rzeczpospolita
Po zakończeniu I wojny światowej Leon Kozłowski przebywał przez pewien czas w okręgu miechowskim, gdzie z powodzeniem koordynował kampanię wyborczą zwolenników Piłsudskiego do Sejmu Ustawodawczego (sam w wyborach nie startował). Jednocześnie pracował nad swoją habilitacją (tytuł pracy: Groby megalityczne na wschód od Odry). 27 maja 1920 w Krakowie wygłosił wykład habilitacyjny pt. Kultury neolityczne w Polsce. Miał wówczas 28 lat. 22 lipca 1920, w obliczu zagrożenia bolszewickiego, zgłosił się do wojska, gdzie został przyjęty w stopniu wachmistrza kawalerii. Przydzielono go do pracy w Sekcji VI Propagandy i Opieki nad Żołnierzem Oddziału II Informacyjnego Naczelnego Dowództwa WP. 15 września 1920 został awansowany przez Naczelnika Państwa na stopień podporucznika .

19 października 1920 zwolniono go z wojska. Wkrótce potem objął katedrę prehistorii na Uniwersytecie Jana Kazimierza we Lwowie. Jednocześnie władze tej uczelni wystąpiły do Naczelnika Państwa o przyznanie Kozłowskiemu stopnia profesorskiego. 21 marca 1921 Piłsudski przychylił się do tej prośby. W tym okresie Leon Kozłowski przeprowadził wiele badań; ukazało się również kilka jego prac naukowych (Starsza epoka kamienna w Polsce – 1922, Epoka kamienna na wydmach wschodniej części Wyżyny Małopolskiej – 1923, Młodsza epoka kamienna w Polsce – 1924, a w kolejnych latach: Problem etniczny w prehistorii, Problemat rozwoju formy w historii i Metoda kartograficzna w prehistorii). 8 stycznia 1924 został zatwierdzony w stopniu porucznika ze starszeństwem z dniem 1 czerwca 1919 w korpusie oficerów rezerwy kawalerii . Posiadał przydział w rezerwie do 19 Pułku Ułanów Wołyńskich w Ostrogu. Nie stawiał się jednak na kolejne wezwania do odbycia obowiązkowych ćwiczeń wojskowych, za co został ukarany trzema dniami aresztu. Pomimo wytężonej pracy naukowej, śledził bieżącą sytuację polityczną i, jak sam twierdził, wciąż należał do otoczenia marszałka Józefa Piłsudskiego. Pisał m.in.: 

Byłem na tyle dobrze poinformowany, że wiedziałem o przygotowywanym przewrocie 1926 roku. Wiedziałem, jakie były jego przyczyny i cele. Nie znałem oczywiście momentu, w którym miał on nastąpić, ale tego momentu, jak sądzę, oprócz Piłsudskiego nie znał nikt. Przewrót zastał mnie we Lwowie i przerwał mój polityczny letarg .

Po przewrocie majowym Kozłowski został członkiem Rady Miejskiej Lwowa. Znów zintensyfikował swą działalność polityczną, wiążąc się ze Związkiem Naprawy Rzeczypospolitej. W tym czasie był aktywny również w organizacjach masońskich, doszedł do stopnia 18. (Kawaler Krzyża Różanego) w jednej z lóż rytu szkockiego. Kandydował do Sejmu z ramienia BBWR, ale z powodu odległego miejsca na liście wyborczej, nie udało mu się zostać posłem. Jednak kiedy w marcu 1930 premier Kazimierz Bartel demonstracyjnie podał swój gabinet do dymisji i zrzekł się mandatu parlamentarnego, na jego miejsce w skład izby wszedł Leon Kozłowski (jako kolejny kandydat na liście wyborczej BBWR ze Lwowa). Jako posłowi Piłsudski powierzył mu zadanie polegające na ustawicznej krytyce sejmowego budżetu. Kozłowski zwrócił na siebie uwagę opinii publicznej wchodząc w ostry konflikt m.in. z marszałkiem izby, Ignacym Daszyńskim .
Przed wyborami parlamentarnymi w 1930 Piłsudski wysłał Kozłowskiego do województwa kieleckiego, gdzie organizował poparcie dla tamtejszych kandydatów BBWR. 18 z nich weszło do Sejmu, ale w okręgu unieważniono aż 50 tys. głosów . 4 grudnia 1930 został utworzony drugi rząd Walerego Sławka, w którym Leon Kozłowski objął tekę ministra reform rolnych.

### W rządzie

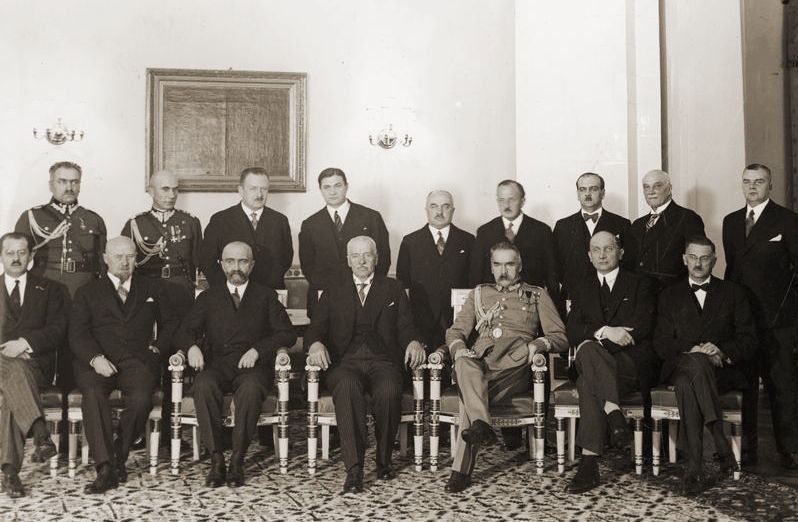
Drugi rząd Walerego Sławka w dniu zaprzysiężenia (5 grudnia 1930) – minister reform rolnych Leon Kozłowski siedzi pierwszy od lewej

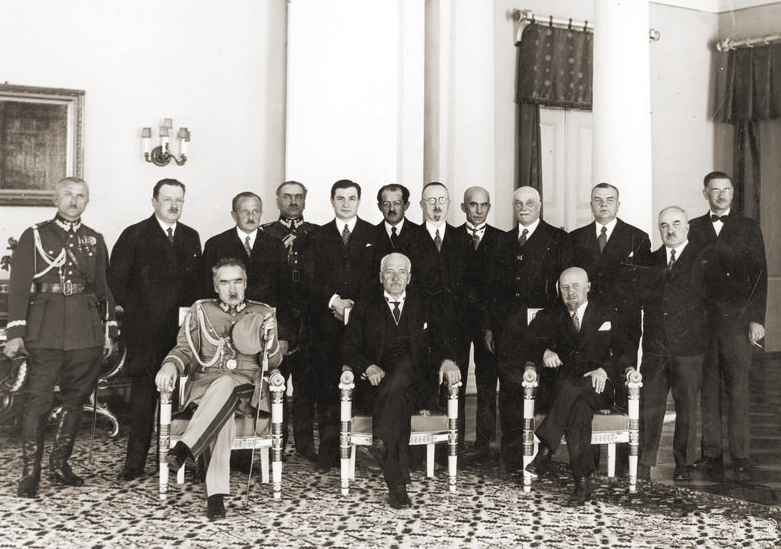
Rząd Aleksandra Prystora w dniu zaprzysiężenia (27 maja 1931) – minister reform rolnych Leon Kozłowski stoi szósty od lewej

Jako minister reform rolnych Leon Kozłowski stanął przed trudnym zadaniem. Nie posiadał poparcia wyborców ze wsi, ponieważ nie wywodził się z ludu. Ponadto jego resort przeznaczony był z góry do likwidacji, w ramach oszczędności budżetowych. W swej działalności dążył do komasacji gruntów, był również zwolennikiem twardej polityki fiskalnej, pragnął umocnienia złotego. Rozpoczął tzw. akcję ratowniczą, umożliwiającą odraczaniu spłaty rat zadłużenia dla mieszkańców wsi. Rząd Sławka funkcjonował tylko przez 5 miesięcy. W gabinecie Aleksandra Prystora, Kozłowski również został ministrem reform rolnych. Sprawował jednak tę funkcję jedynie do marca 1932, kiedy to jego resort połączono z Ministerstwem Rolnictwa pod kierownictwem Seweryna Ludkiewicza. Następnie został podsekretarzem stanu w Ministerstwie Skarbu (minister Władysław Zawadzki). W tym czasie niezbędne stało się wdrożenie radykalnego programu oszczędnościowego – m.in. znacznie obniżono płace urzędników państwowych i renty. Kozłowski zajął się także problemami współpracy państwa polskiego z Wolnym Miastem Gdańsk. Miał swój znaczny wkład w podpisanie umowy handlowej między oboma podmiotami .
W tym czasie zaangażowany był również w prace nad kształtem przyszłej konstytucji. Wszedł w skład nieformalnego zespołu złożonego z wybitnych piłsudczyków pod kierownictwem Sławka, który zajął się planowaniem formy pożądanego ustroju państwowego. Kozłowski opowiadał się początkowo za ustrojem monarchistycznym, ale wiedział, że propozycja ta jest mało realna. Wskazywał na konieczność ograniczenia uprawnień Sejmu, chciał wzmocnienia prezydenta i Senatu (którego skład jego zdaniem nie mógł pochodzić z wyborów powszechnych). W maju 1933 premierem został Janusz Jędrzejewicz. Leon Kozłowski zachował swą ministerialną posadę, podobnie jak większość urzędników rządu Prystora. Gabinet ten urzędował przez rok. Jędrzejewicz złożył dymisję 13 maja 1933 .

### Premier

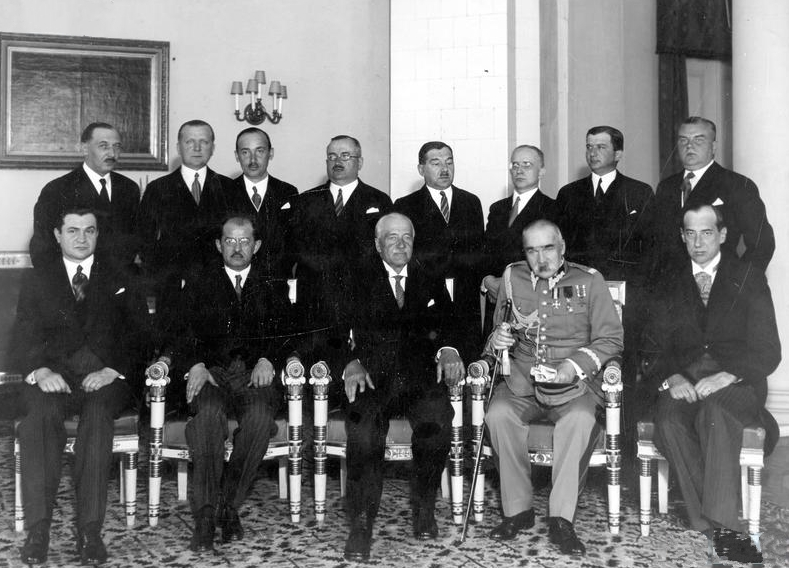
Rząd Leona Kozłowskiego po zaprzysiężeniu 15 maja 1934. Premier siedzi drugi od lewej

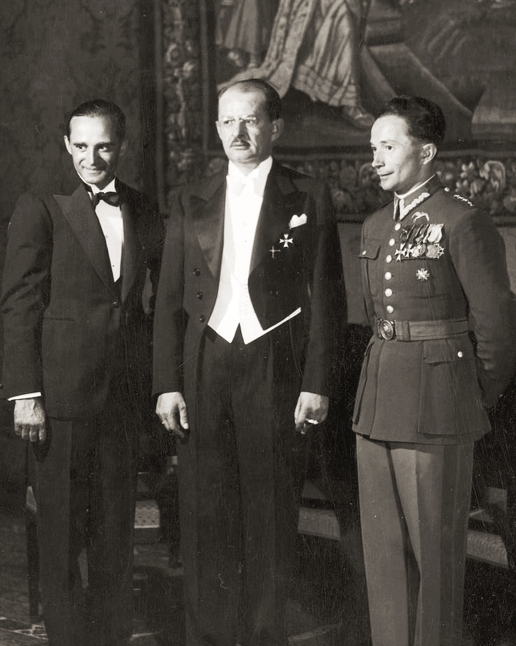
Piloci Stanisław Płonczyński i Jerzy Bajan z wizytą u premiera Kozłowskiego w 1934

Po zakończeniu działalności rządu Jędrzejewicza Piłsudski zdecydował, że kolejnym premierem zostanie Leon Kozłowski, który otrzymał również tekę ministra spraw wewnętrznych. Wbrew wspomnianym wyżej zapewnieniom Kozłowskiego o przynależności do najbliższego otoczenia marszałka Wacław Jędrzejewicz pisał o tej nominacji w następujący sposób: 

Piłsudski, wysuwając tę kandydaturę w rozmowie z prezydentem, popełnił zresztą błąd. Kozłowskiego prawie nie znał, słyszał o nim, że jest dobrym profesorem archeologii na Uniwersytecie Jana Kazimierza we Lwowie, i pomyślał, że może będzie dobrym premierem. Tak się jednak nie stało.

Nowy rząd został zaprzysiężony 15 maja 1934. Gabinet Kozłowskiego skupił się przede wszystkim na sprawach gospodarczych. Głównym jego celem było oddłużenie wsi, popieranie eksportu, ożywienie handlu międzynarodowego i zahamowanie spadku dochodów budżetowych. Rząd ten rozpoczął także budowę Centralnego Okręgu Przemysłowego (COP). Jednocześnie jednak gabinet wszedł w konflikt ze związkami zawodowymi i kapitałem zagranicznym, głównie francuskim. Polska wypowiedziała również 13 września 1934 tzw. mały traktat wersalski. Z tego powodu gabinet oskarżano często o sprzyjanie Niemcom , samego zaś Kozłowskiego uznawano za najsłabszego premiera rządów pomajowych.

W tym okresie kończono prace nad projektem przyszłej konstytucji. Kozłowski osobiście zaangażował się w opracowanie zasad nowej ordynacji wyborczej. Dzięki niemu zaproponowano ograniczenie ilości posłów do 208, wybieranych w 104 dwumandatowych okręgach wyborczych. Zgodnie z pomysłem Kozłowskiego, mieli być oni wyłaniani przez kolegia elektorskie, a Senat miał reprezentować ówczesne elity państwa. 15 czerwca 1934 przy ulicy Foksal w Warszawie ukraińscy nacjonaliści zamordowali zaprzyjaźnionego z Kozłowskim ministra spraw wewnętrznych Bronisława Pierackiego. Wydarzenie to wywołało wzburzenie w kraju – początkowo o morderstwo podejrzewano zdelegalizowany tuż przed zamachem ONR. Wkrótce potem premier spotkał się z Piłsudskim i zaproponował mu utworzenie obozu, w którym planował umieszczać osoby niebezpieczne dla państwa. 17 czerwca ukazało się Rozporządzenie Prezydenta Rzeczypospolitej w sprawie osób zagrażających bezpieczeństwu, spokojowi i porządkowi publicznemu. Jego następstwem było utworzenie obozu w Berezie Kartuskiej. Sam Kozłowski pisał o tym przedsięwzięciu: 

Do Berezy trafiło około 150 Ukraińców, których nie można było zostawić na wolności, jednak brak było podstaw do sądowych procesów. Do tego doszło około 30 polskich nacjonalistów posługujących się kastetem i pałką i około 30 różnego rodzaju elementów komunistycznych i anarchistycznych. Liczbę osób zatrzymanych w Berezie oceniałem na 200. Po ostrej walce dosłownie o każdego człowieka nieco ustąpiłem ministrowi spraw wewnętrznych o, nie pamiętam, 10 czy 20 ludzi. Do całej sprawy świadomie i umyślnie wniosłem sporo elementów teatralnych. Założenie Berezy miało duże znaczenie, pokazało, że ze mną nie ma żartów, że mój liberalizm ma swoje granice i że są sprawy, które nie mogą mieć miejsca w praworządnym kraju .

Wacław Jędrzejewicz wspomina, że Kozłowski przedstawił przedstawicielom grupy rządzącej zgodę Piłsudskiego na utworzenie „miejsca odosobnienia”, lecz nie poinformował ich o tym, że marszałek zaakceptował funkcjonowanie takiego obozu jedynie przez rok.
Gdy 23 marca 1935 Sejm uchwalił nową konstytucję, nazywaną później kwietniową (prezydent podpisał ją 23 kwietnia), rząd zgodnie ze zwyczajem podał się do dymisji. Kozłowski liczył, że prezydent Ignacy Mościcki dymisji nie przyjmie. Porozumiawszy się z Piłsudskim Mościcki desygnował jednak 28 marca na jego miejsce Walerego Sławka. Kozłowski wyjechał wówczas na urlop do Włoch. Tam dotarła do niego informacja o śmierci Piłsudskiego, którą odebrał jako osobistą katastrofę .

### Poza polityką
Po śmierci Piłsudskiego Kozłowski znalazł się poza głównym nurtem polityki. W nowym gabinecie Sławka wszyscy ministrowie poza premierem zachowali teki. Rozgoryczony Kozłowski powrócił na katedrę uniwersytetu we Lwowie. Choć zrezygnował z pracy w Sejmie, został wybrany do Senatu, gdzie kierował pracami komisji budżetowej. 10 lipca 1938 w Polityce wydawanej przez Jerzego Giedroycia, Kozłowski opublikował artykuł pt. Parę uwag o masonerii w Polsce. W publikacji tej wymieniał znanych polskich polityków, których podejrzewał o przynależność do masonerii, oskarżając jednocześnie wolnomularzy o działalność niekorzystną dla państwa. Artykuł ukazał się ocenzurowany, w jego tekście cenzorzy poczynili zmiany – wymieniał tylko osobistości będące w opozycji, takie jak Ignacy Jan Paderewski, Władysław Sikorski, Maciej Rataj, Stanisław Stroński i Stanisław Kot. Publikacja Kozłowskiego wywołała wzburzenie opinii publicznej, a wielu z wymienionych przez niego w artykule polityków stało się jego zadeklarowanymi wrogami .
W 1938 Leon Kozłowski wystąpił z Obozu Zjednoczenia Narodowego, zachowując jednocześnie mandat senatora. Pomimo tego poświęcił się pracy naukowej. Rok wcześniej opublikował pracę Wenedowie w źródłach historycznych i w świetle kartografii prehistorycznej. Jako pierwszy naukowiec zajął się w niej kulturą wenedzką.
W sporze Józefa Kostrzewskiego z Bolkiem von Richthofenem na tle teorii autochtonicznego pochodzenia Słowian zajął wraz z Włodzimierzem Antoniewiczem stanowisko proniemieckie i nie podpisał protestu polskich archeologów przeciw atakom Richthofena na Kostrzewskiego na łamach czasopisma „Z Otchłani Wieków” w 1936, do czego mogła przyczynić się jego osobista niechęć do Kostrzewskiego.
W marcu 1936 w kaplicy ewangelickiej w Warszawie wziął ślub z Jadwigą z domu Bogucką, wcześniej zamężną z aktorem Romanem Hierowskim i współwłaścicielem Iwonicza, hr. Załuskim.

## II wojna światowa

### Aresztowanie i pobyt w radzieckich więzieniach

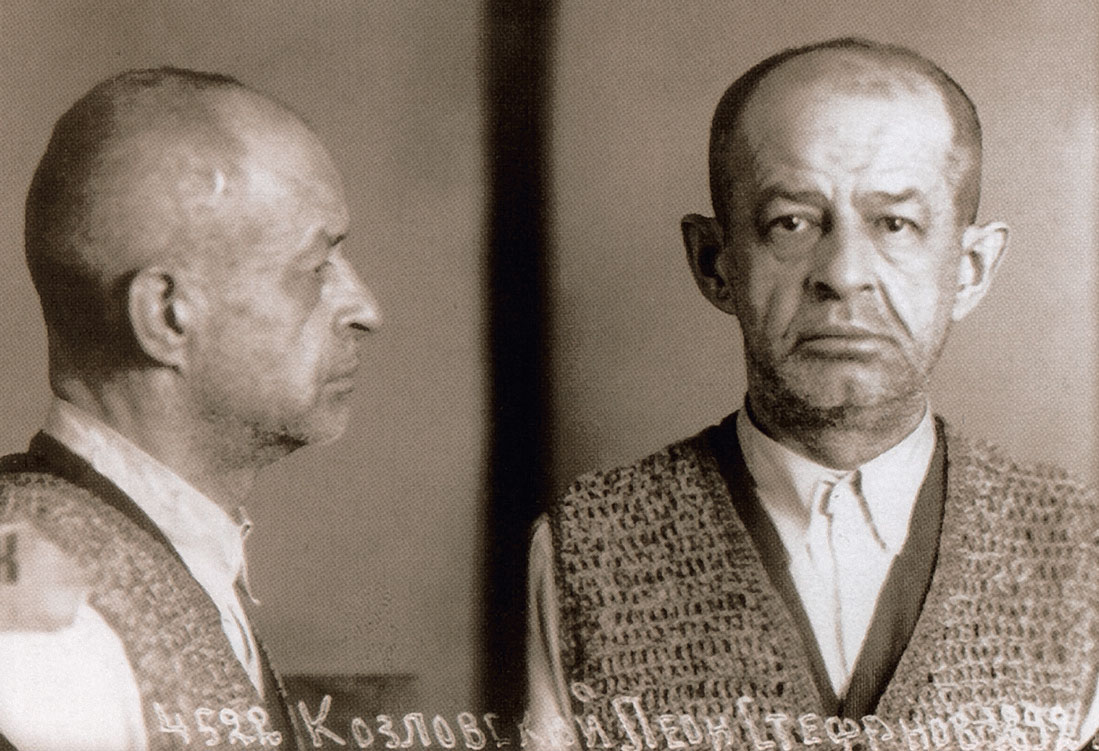
Zdjęcie Kozłowskiego wykonane w 1939 w więzieniu śledczym NKWD we Lwowie

Po wybuchu II wojny światowej i agresji ZSRR na Polskę, przebywał we Lwowie. Bezpośrednio po kapitulacji miasta i zajęciu go przez Armię Czerwoną został 26 września 1939 r. aresztowany przez NKWD w organizowanym przez siebie Muzeum Etnograficznym. Doniósł na niego Aleksander Nikołajewicz Prusiewicz, który przekazał władzom radzieckim, że Kozłowski był niegdyś premierem i ministrem. Poddano go wielogodzinnym przesłuchaniom, ostatecznie trafił do lwowskiego więzienia zamarstynowskiego (przy ul. Zamarstynowskiej). Podczas jednego z przesłuchań został dotkliwie pobity. W marcu 1940 wysłano go do Moskwy, gdzie został osadzony w więzieniu na Łubiance. Tam kontynuowano przesłuchania (m.in. nakazano Kozłowskiemu spisanie szczegółowego życiorysu). Warunki więziennego życia spowodowały nagłe pogorszenie stanu jego zdrowia – chorował na szkorbut, stracił wzrok w prawym oku. W kwietniu 1941 został przeniesiony do najcięższego moskiewskiego więzienia w Lefortowie. 7 lipca przedstawiono mu akt oskarżenia, po czym przetransportowano do więzienia w Butyrkach. Tam został skazany na karę śmierci za działalność antyradziecką i skierowaną przeciwko ruchowi ludowemu. Później wyrok ten zamieniono na 10 lat łagrów. Działo się to już po wybuchu wojny radziecko-niemieckiej, kiedy to Stalin rozważał możliwość zawarcia sojuszu z Polakami przeciwko III Rzeszy. 30 lipca 1941 podpisano porozumienie pomiędzy Sikorskim a Majskim, na mocy którego m.in. Kozłowski powinien był niezwłocznie opuścić mury więzienne. Uwolniono go jednak dopiero 6 września .

### Pobyt w Związku Radzieckim i ucieczka na Zachód
Po wyjściu z więzienia spotkał się z polskim ambasadorem w ZSRR, Stanisławem Kotem i generałem Władysławem Andersem tworzącym polską armię w Związku Radzieckim. Przez krótki czas pracował w ambasadzie RP. Jednocześnie zdawał sobie sprawę z tego, że ze względu na stan zdrowia nie nadaje się do służby wojskowej. Postanowił więc przedrzeć się przez linię frontu i dotrzeć do okupowanej przez Niemcy Polski, gdzie chciał odnaleźć swoją rodzinę i zamieszkać z nią w niewielkiej posiadłości w Małopolsce. Jednocześnie nie ukrywał swojego negatywnego stosunku do premiera Sikorskiego i zawartego przez niego układu z ZSRR. W październiku 1941 został wysłany wraz z grupą innych osób niezdolnych do służby wojskowej do Taszkentu. Droga prowadziła przez Buzułuk koło Kujbyszewa, gdzie Kozłowski postanowił się zatrzymać. Pracował tam przez krótki czas jako zwykły oficer w intendenturze. W tym okresie spotkał się z niechęcią ze strony zarówno generała Andersa, jak i ambasadora Kota, którzy (jak twierdził sam Kozłowski) uniemożliwili mu przyjęcie do służby wojskowej. 27 października wraz z kapitanem rezerwy Andrzejem Litwińczukiem, wyruszył w drogę w kierunku zachodnim. Szlak ich wędrówki wiódł przez Kujbyszew, Syzrań, Penzę, Titow i Tułę. Kilkakrotnie byli zatrzymywani przez milicję, ale kontynuowali podróż. Ostatecznie udało im się przedrzeć przez linię frontu 9 lub 10 listopada. Oddali się w ręce pierwszego napotkanego niemieckiego oddziału .

### Po niemieckiej stronie

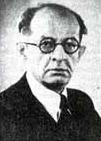
Kozłowski w ostatnich latach życia

Kozłowskim bardzo szybko zainteresowało się niemieckie Ministerstwo Spraw Zagranicznych. Pojawił się pomysł, aby wykorzystać jego osobę w celach propagandowych. Rozmawiał z nim m.in. korespondent wojenny Hans Huffsky, który wpadł na, ostatecznie niezrealizowany, pomysł napisania przez byłego premiera cyklu artykułów (dla Berliner Illustrierte) poświęconych przeżyciom byłego premiera w sowieckich więzieniach. Kozłowski został przewieziony do Orła, później do Orszy, a następnie przez Wilno poleciał samolotem do Berlina. Zamieszkał w hotelu Alemannia przy Anhalter Strasse 10. Tam pozostawał pod kontrolą gestapo, był też intensywnie przesłuchiwany. 17 grudnia 1941, na specjalnie w tym celu zorganizowanej konferencji prasowej, Niemcy poinformowali o przejściu byłego polskiego premiera przez linię frontu. 24 grudnia informacje o tym pojawiły się w tzw. prasie gadzinowej na terenie okupowanej Polski. Nie jest jasne, czy podczas swego pobytu w Berlinie prowadził on jakiekolwiek rozmowy z Niemcami w sprawach czysto politycznych. Pomimo tego w prasie Polski Podziemnej i tej wydawanej przez rząd londyński w Wielkiej Brytanii, pojawiły się informacje mówiące o planie stworzenia kolaboracyjnego rządu polskiego z Leonem Kozłowskim na czele. Pogłoski tej treści były rozpowszechniane przez samych hitlerowców. Druga konferencja prasowa z udziałem Kozłowskiego została zwołana przez Niemców 14 stycznia 1942. Zgodnie z relacją litewskiego korespondenta prasy skandynawskiej z Berlina, Franciszka Ancewicza, przybyli na nią dziennikarze spodziewali się sensacji, jaką byłaby prezentacja Kozłowskiego jako premiera marionetkowego rządu. Ten jednak ograniczył się do wspomnień ze swojego uwięzienia w ZSRR. Miał także odpowiadać na pytania po polsku i wyrazić swój sceptycyzm co do powodzenia armii niemieckiej na Wschodzie . Potwierdzały to także inne źródła. Pomimo tego, większość informacji na temat Kozłowskiego dochodzących do Polaków była autorstwa szwedzkiego korespondenta „New York Timesa” Johna Axelsona, który przekazywał wiadomości o rzekomych rozmowach z byłym polskim premierem dotyczących utworzenia proniemieckiego gabinetu.
18 stycznia 1942 Naczelny Wódz Władysław Sikorski polecił wszczęcie śledztwa przeciwko Leonowi Kozłowskiemu pod zarzutem dezercji, kolaboracji z Niemcami i organizowania wraz z nimi legionu antysowieckiego. 21 stycznia w Buzułuku rozpoczął się proces w trybie zaocznym. Przesłuchano cały szereg świadków. Po zakończeniu dochodzenia, oskarżenie zażądało kary śmierci, obrońca – uniewinnienia. Sąd uznał winę Kozłowskiego i skazał go na śmierć, utratę praw obywatelskich, publicznych i honorowych oraz przepadek mienia i utratę zdolności dziedziczenia. Obrona wniosła jednak odwołanie od wyroku, uznając, że w odniesieniu do Kozłowskiego nie można było mówić o dezercji, ponieważ w momencie przekroczenia linii frontu nie był on żołnierzem służby czynnej. Ponadto – zdaniem obrońcy – nie przeszedł do nieprzyjaciela, tylko na terytorium Polski, zajęte przez Niemców. Odwołanie zostało jednak odrzucone – wyrok zatwierdził generał Władysław Anders. Kozłowski dowiedział się o nim od siostry Anieli 5 lutego 1942, pomimo tego wciąż próbował otrzymać pozwolenie od Niemców na przeniesienie się do rodzinnego majątku znajdującego się na okupowanych przez nich ziemiach polskich. Na to jednak nie zgodził się Hans Frank i Kozłowski rozpoczął w marcu pracę w berlińskim Muzeum Etnologicznym. Rozpoczął tam pisać wielką historię Słowian (Pradzieje Słowian od czasów najdawniejszych do pierwszych wiadomości historycznych), w której przedstawiał hipotezę, że zamieszkiwali oni tereny wschodnich Niemiec na długo przed tym, jako wyparli ich stamtąd Germanie. W maju napisał także oświadczenie, w którym odżegnywał się od współpracy z Niemcami. Poprzez siostrę i działającego w strukturach Polski Podziemnej brata Tomasza oraz Jana Karskiego, trafiło ono do władz polskich w Londynie. W tym czasie rozpoczęły się alianckie bombardowania Berlina .

### Katyń
W kwietniu 1943 Niemcy poinformowali o odkryciu masowych grobów polskich oficerów zamordowanych przez NKWD w Katyniu. Władze niemieckie intensywnie wykorzystywały to wydarzenie w celach propagandowych, licząc na rozpad koalicji alianckiej. Doprowadziło to do zerwania stosunków dyplomatycznych pomiędzy ZSRR i rządem londyńskim. Niemcy zorganizowali wyjazdy na miejsce zbrodni kilku delegacji, w skład których wchodzili Polacy (żołnierze z oflagów, członkowie polskich organizacji dobroczynnych i PCK oraz dziennikarze prasy gadzinowej), jak również jeńcy wojenni brytyjscy i amerykańscy. W składzie jednej z nich znalazł się również Leon Kozłowski. Przebywał w Katyniu w maju 1943 . W 2005 w Polsce opublikowano treść ustnej relacji pochodzącej od przyjaciela Leona Kozłowskiego, profesora geologii Józefa Zwierzyckiego; z relacji tej wynika, że w czasie swojego pobytu w Katyniu Leon Kozłowski miał się dowiedzieć od miejscowej ludności rosyjskiej, że w kwietniu 1940, w chwili dokonywania przez NKWD mordu na polskich jeńcach, w Katyniu przebywali również oficerowie niemieccy. Relacja ta nie została jak dotąd potwierdzona.

Po powrocie do Berlina Kozłowski zakończył pracę w muzeum. Jednocześnie nasiliły się bombardowania stolicy III Rzeszy. Coraz poważniej myślał o ucieczce z Berlina – pozyskał nawet fałszywą kenkartę. Tymczasem, po śmierci Władysława Sikorskiego, nowy Naczelny Wódz (od 8 lipca 1943) Kazimierz Sosnkowski zlecił dochodzenie celem wyjaśnienia, czy Leona Kozłowskiego skazano zasadnie. Sporządzona na polecenie Sosnkowskiego opinia prawna podważyła legalność wyroku, stwierdzając, że nie zostały spełnione warunki niezbędne dla uznania byłego premiera winnym (musiał być żołnierzem służby czynnej, przejść do nieprzyjaciela i uczynić to umyślnie). Niemcy z kolei zażądali od Kozłowskiego oświadczenia w sprawie raportu tzw. Komisji Burdenki (sowieckiego zespołu, który ogłosił, że zbrodnię katyńską popełnili w 1941 roku Niemcy). 5 lutego 1944 na pierwszej stronie Gońca Krakowskiego ukazał się artykuł cytujący wypowiedź Kozłowskiego: 

Miałem możność zbadania w Katyniu na miejscu faktów, nie dopuszczających żadnych wątpliwości co do pomordowania polskich oficerów przez Sowietów. Przesłany mi komunikat nadzwyczajnej państwowej komisji sowieckiej do morderstwa w Katyniu nie zdołał zmienić mojego uzyskanego w Katyniu, po dokładnym zbadaniu, przekonania. Całość robi na mnie wrażenie jakiegoś bardzo złego filmu i nie może zachwiać przeze mnie stwierdzonych faktów. Jak poprzednio, tak i obecnie pozostaję przy twierdzeniu, że w wypadku katyńskim zbrodnia morderstwa leży po stronie sowieckiej.

### Śmierć

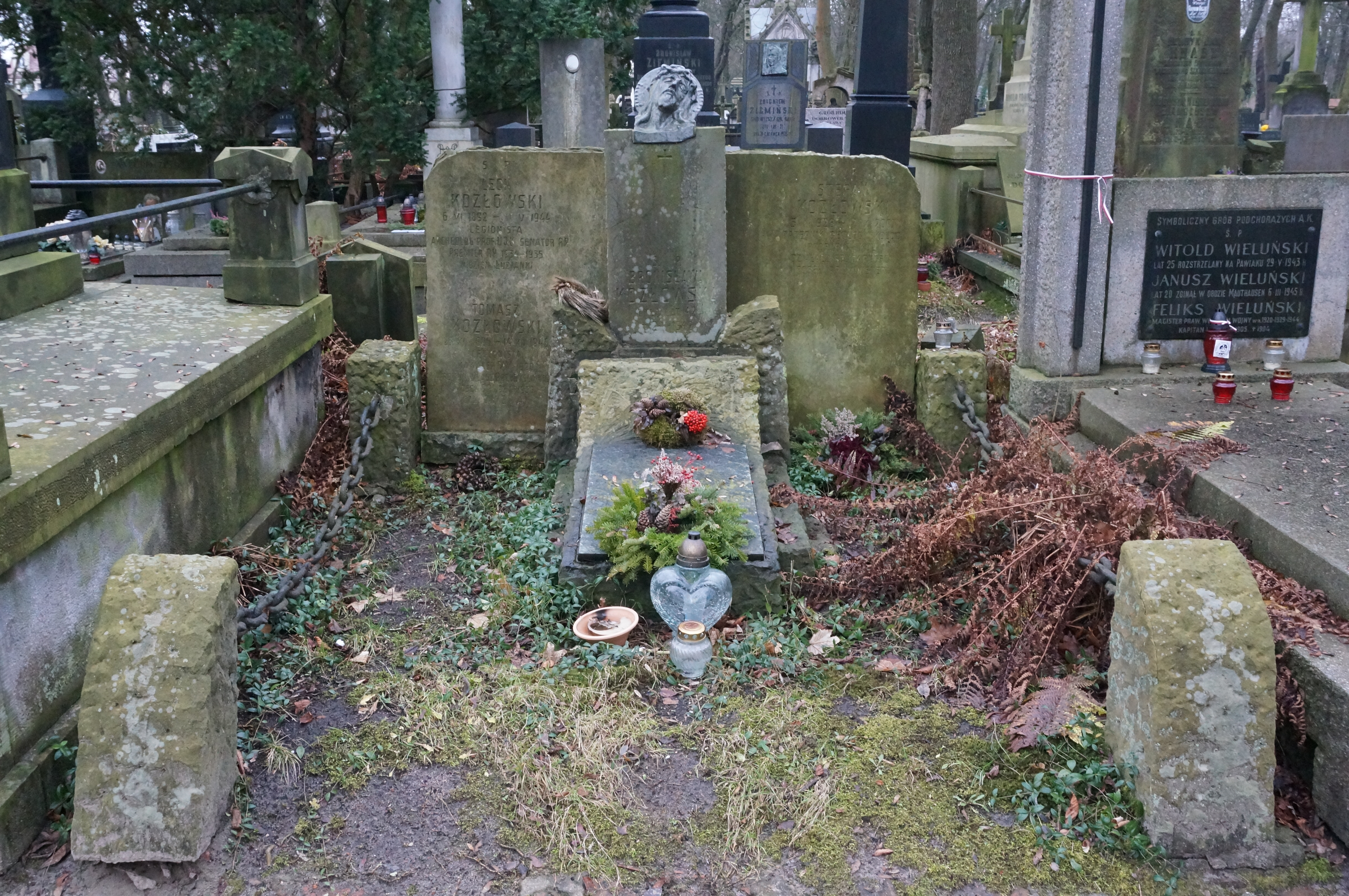
Grób Leona Kozłowskiego na cmentarzu Powązkowskim

Według oficjalnych danych Leon Kozłowski zmarł 11 maja 1944 w hotelu Alemannia, gdzie mieszkał, z ran po amerykańskim nalocie bombowym na Berlin 7/8 maja. W prasie gadzinowej zamieszczono komunikat o jego śmierci w wyniku trafienia odłamkiem amerykańskiej bomby na ulicy Berlina. Mimo to rodzina Kozłowskiego została powiadomiona, że przyczyną zgonu był atak serca .
Leon Kozłowski został pochowany na cmentarzu parafii św. Jadwigi w Berlinie. W 1974 jego prochy zostały przeniesione przez rodzinę na cmentarz Powązkowski (kwatera 33 rząd 6 grób 23/24).

## Kolaborant czy ofiara?
Przez wiele lat Leon Kozłowski uznawany był za kandydata na „polskiego Quislinga” przez emigrację londyńską, a jednocześnie był potępiany przez władze komunistyczne za współudział w rzekomej „faszyzacji” kraju i uczestnictwo w niemieckiej kampanii propagandowej w sprawie Katynia.
Baliszewski łączył również działalność Kozłowskiego i jego przedarcie się przez linię frontu z aktywnością zagadkowej polskiej organizacji „Muszkieterów”, która miała współpracować z wywiadem brytyjskim i niemieckim.
Problemem rzekomej kolaboracji Leona Kozłowskiego z Niemcami zajął się jego bratanek Maciej Kozłowski w książce pt. Sprawa premiera Leona Kozłowskiego. Zdrajca czy ofiara. Jego zdaniem, nie ma żadnego dowodu świadczącego o tym, że Leon Kozłowski prowadził z Niemcami rozmowy na temat utworzenia kolaboracyjnego rządu. Wręcz przeciwnie, w swych listach do rodziny były premier zdecydowanie temu zaprzeczał. Jak twierdzi Maciej Kozłowski, plotka jakoby takie rozmowy miały miejsce, została rozpowszechniona przez niemiecką propagandę przy pomocy szwedzkiego dziennikarza „New York Timesa”, Johna Axelsona. W opinii Macieja Kozłowskiego niesłuszny i wymagający weryfikacji był również wyrok śmierci polskiego sądu wydany w Buzułuku, i że rzekoma kolaboracja Leona Kozłowskiego z Niemcami nie została nigdy udowodniona, a postawiony mu zarzut dezercji z armii Andersa również jest kontrowersyjny, jako że oskarżony najprawdopodobniej do niej w ogóle nie wstąpił. Poddano jedynie weryfikacji jego stopień wojskowy, co nie oznaczało włączenia w szeregi armii .

## Publikacje
Leon Kozłowski był autorem wielu publikacji wydanych w latach 1913–1939, których tematem była archeologia prehistoryczna oraz metodyka badań prehistorycznych. Wśród książek tych znalazły się:
- Paleolit w Jaksicach nad Wisłą (1913),
- Badania archeologiczne na górze Klin w Iwanowicach, pow. Miechowskiego (1917)[32],
- Jama mieszkalna na górze Klin w Iwanowicach (pow. Miechowski, gub. Kielecka) (1917)[33],
- Cmentarzysko ciałopalne kultury łużyckiej z ceramiką żłobkowaną we wsi Smolice i Nagórki w pow. Łęcz (1920)[34],
- Groby megalityczne na wschód od Odry (1921),
- Notatki archeologiczne (1922)[35],
- Problem etniczny w prehistorii (1922)[36],
- Starsza epoka kamienna w Polsce (1922)[37],
- Stan i zadania badań nad epoką kamienną w Polsce (1922)[38],
- Młodsza epoka kamienna w Polsce (1924)[39],
- Stosunek zlodowaceń do wędrówek kultur paleolitycznych i rozwoju cyklów kulturowych w paleolicie Europy (1924)[40],
- Problemat rozwoju formy w prehistorji (1926)[41],
- Niektóre zagadnienia polskiego neolitu (1927)[42],
- Metoda kartograficzna w prehistorji (1928)[43],
- Chaty kultury Czechy-Wysocko odkryte w Niezwiskach w pow. horodeńskim (1930)[44],
- Wenedowie w źródłach historycznych i w świetle kartografii prehistorycznej (Lwów 1937, Archiwum Towarzystwa Historycznego we Lwowie),
- Zarys pradziejów Polski południowo-wschodniej (1939)[45],
- Polska Południowo-Wschodnia (1939).

Ponadto w 1930 wydano jego pisma dotyczące Rosji i rewolucji bolszewickiej (Półksiężyc i gwiazda czerwona: wybór pism Leona Kozłowskiego), a w 1934 opublikowano zebrane przemowy Kozłowskiego jako premiera (Przemówienie pana prezesa Rady Ministrów prof. dr. Leona Kozłowskiego). W 2001 ukazały się drukiem wspomnienia spisane przez Kozłowskiego (Wspomnienia. Moje przeżycia: w więzieniu sowieckim i na wolności w czasie wojny w Rosji sowieckiej).

## Wywód genealogiczny
| Romuald Leon Kozłowski ur. 1822 | Romuald Leon Kozłowski ur. 1822 |                                  |                                  | Bronisława Radziejowska ur. ok. 1830 | Bronisława Radziejowska ur. ok. 1830 |  |  | Leon Henryk Strasburger 1845-1883 | Leon Henryk Strasburger 1845-1883 |                                   |                                   | Helena Fryderyka Werner 1852-1884 | Helena Fryderyka Werner 1852-1884 |
|                                 |                                 |                                  |                                  |                                      |                                      |  |  |                                   |                                   |                                   |                                   |                                   |                                   |
|                                 |                                 |                                  |                                  |                                      |                                      |  |  |                                   |                                   |                                   |                                   |                                   |                                   |
|                                 |                                 | Stefan Rafał Kozłowski 1859-1908 | Stefan Rafał Kozłowski 1859-1908 |                                      |                                      |  |  |                                   |                                   | Maria Aniela Strasburger ur. 1872 | Maria Aniela Strasburger ur. 1872 |                                   |                                   |
|                                 |                                 |                                  |                                  |                                      |                                      |  |  |                                   |                                   |                                   |                                   |                                   |                                   |
|                                 |                                 |                                  |                                  |                                      |                                      |  |  |                                   |                                   |                                   |                                   |                                   |                                   |
|                                 |                                 |                                  |                                  |                                      |                                      |  |  |                                   |                                   |                                   |                                   |                                   |                                   |

|  |  |  |  | Leon Tadeusz Kozłowski 1892-1944 |

Źródło: M.J. Minakowski, Genealogia potomków Sejmu Wielkiego

## Ordery i odznaczenia
- Krzyż Niepodległości (7 lipca 1931)[48][49]
- Krzyż Oficerski Orderu Odrodzenia Polski (10 listopada 1928)[50][49][51]
- Krzyż Walecznych[49]
- Złoty Krzyż Zasługi[49]
- Krzyż Powstańców Wołyńskich[52]
- Medal Pamiątkowy za Wojnę 1918–1921[52]
- Krzyż Wielki Orderu Chrystusa (Portugalia, 1934)[53]
- Order Zasługi I klasy (Węgry)[49]